# Старовірівська волость
Старовірівська волость — історична адміністративно-територіальна одиниця Куп'янського повіту Харківської губернії з центром у слободі Старовірівка.
Станом на 1885 рік складалася з 30 поселень, 19 сільських громад. Населення — 11 212 осіб (5621 чоловічої статі та 5591 — жіночої), 1670 дворових господарств.
|                     | Площа, десятин | У тому числі орної, дес. |
| ------------------- | -------------- | ------------------------ |
| Сільських громад    | 15515          | 10316                    |
| Приватної власності | 16942          | 6226                     |
| Казенної власності  | —              | —                        |
| Іншої власності     | 273            | 240                      |
| Загалом             | 32730          | 16782                    |

Поселення волості:
- Старовірівка — колишня державна слобода при річці Красна за 12 верст від повітового міста, 1282 особи, 185 дворових господарств, православна церква, поштова станція, 3 лавки, 5 ярмарки на рік.
- Безмятежне — колишнє державне село при річці Волоська Балаклійка, 596 осіб, 98 дворових господарств, лавка, постоялий двір.
- Волоська Балаклія — колишня державна слобода при річці Волоська Балаклійка, 1730 осіб, 294 дворових господарства, православна церква, школа, поштова станція, 5 постоялих дворів, 2 лавки, 3 ярмарки на рік.
- Новомиколаївка — колишня державна слобода при річці Гусинка, 2602 особи, 375 дворових господарства, православна церква, каплиця, школа, лавка.
- Смородьківка — колишня власницька слобода, 451 особа, 84 дворових господарства, православна церква.